# Nexon, Haute-Vienne
Nexon este o comună în departamentul Haute-Vienne din centrul Franței. În 2009 avea o populație de 2.457 de locuitori.

## Evoluția populației
| An        | 1975  | 1982  | 1990  | 1999  | 2006  | 2009  |
| --------- | ----- | ----- | ----- | ----- | ----- | ----- |
| Populație | 2.415 | 2.379 | 2.297 | 2.325 | 2.390 | 2.457 |